# Muraena pavonina
Muraena pavonina är en fiskart som beskrevs av Richardson, 1845. Muraena pavonina ingår i släktet Muraena och familjen Muraenidae. Inga underarter finns listade i Catalogue of Life.